# Lagerstremia wspaniała

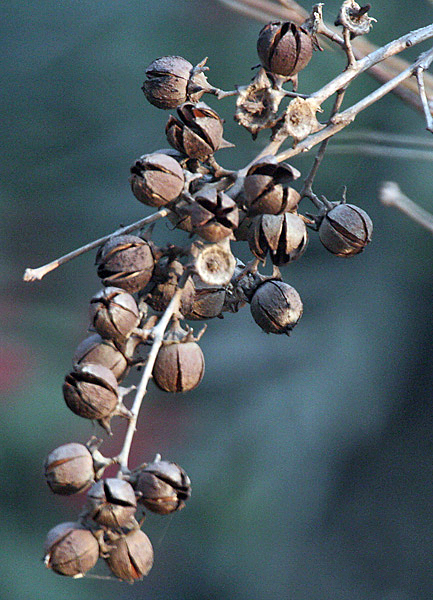
Suche owoce

Lagerstremia wspaniała (Lagerstroemia speciosa) – gatunek rośliny należący do rodziny krwawnicowatych. Występuje naturalnie na obszarze od Indii i Chin po północną Australię. Gatunek naturalizowany w tropikalnych rejonach Ameryki.

## Morfologia
PokrójRozłożyste drzewo osiągające do 30 m wysokości, w uprawie do 10 m.
LiścieNaprzeciwnległe, podłużne, ostro zakończone, długości do 25 cm. Przebarwiają się na czerwono przed opadnięciem w czasie suszy.
KwiatyW stojących kwiatostanach o długości do 35 cm, na końcówkach gałęzi. Okwiat 6-płatkowy, płatki korony „pogniecione”, zazwyczaj barwy różowej, liliowej lub fioletowej, rzadziej białe. Liczne żółte pręciki.
OwoceKuliste lub jajowate, brązowe, o długości do 6 cm, pękające sześcioma klapkami.
Gatunki podobneLagerstremia indyjska – znacznie niższa, krótsze (do 6 cm) i bardziej okrągłe liście. Płatki kwiatów jeszcze bardziej „pogniecione”.

## Zastosowanie
- Sadzona jako drzewo ozdobne w parkach i przy ulicach.
- Cenione, bardzo trwałe drewno, wykorzystywane na podkłady kolejowe, do budowy domów i łodzi.